# Opalenica-Wschód (gromada)
Opalenica-Wschód – dawna gromada, czyli najmniejsza jednostka podziału terytorialnego Polskiej Rzeczypospolitej Ludowej w latach 1954–1972.
Gromady, z gromadzkimi radami narodowymi (GRN) jako organami władzy najniższego stopnia na wsi, funkcjonowały od reformy reorganizującej administrację wiejską przeprowadzonej jesienią 1954 do momentu ich zniesienia z dniem 1 stycznia 1973, tym samym wypierając organizację gminną w latach 1954–1972.
Gromadę Opalenica-Wschód z siedzibą GRN w mieście Opalenicy (nie wchodzącym w skład gromady) utworzono 1 stycznia 1960 w powiecie nowotomyskim w woj. poznańskim z obszarów zniesionych gromad: Dakowy Mokre i Wojnowice w tymże powiecie; równocześnie do nowo utworzonej gromady Opalenica-Zachód przyłączono miejscowość Niegolewo ze zniesionej gromady Rudniki w tymże powiecie.
W 1965 gromada miała 27 członków GRN.
31 grudnia 1971 gromadę zniesiono, a jej obszar włączono do nowo utworzonej gromady Opalenica w tymże powiecie.